# Vinájak Dámódar Sávarkar
Vinájak Dámódar Sávarkar (28. května 1883 Bhagur u Násiku – 26. února 1966 Nágpur) byl indický aktivista, politický teoretik a politik. Vypracoval hinduistickou nacionalistickou politickou ideologii zvanou hindutva.
Sávarkar studoval v Indii a Anglii a zastával revoluční myšlenky násilného boje za dosažení indické nezávislosti. Publikoval brožuru Indická válka za nezávislost o indickém povstání z roku 1857, kterou britští koloniální vládci zakázali. V roce 1910 byl Savarkar zatčen za spolupráci s revoluční skupinou India House. Byl odsouzen k 50 letům vězení a převezen do vězení na Andamanských ostrovech.
Ve vězení formuloval myšlenku hindutvy, tedy otevřeného hinduistického nacionalismu, a napsal text Hindutva: Who is a Hindu? který se později stal základním spisem ideologie hindutvy. Byl propašován z vězení a nejprve publikován v roce 1923 pod pseudonymem A. Mahratta pod názvem Essentials Of Hindutva. Zdůraznil v něm pojetí celé Indie jako vlasti, hinduistické náboženství a pokrevní vazbu na indické předky. Kdo tyto požadavky nesplňuje, může podle Sávarkara pobývat v Indii jen jako host.
V roce 1921 byl propuštěn pod podmínkou, že jeho revoluční aktivity ustanou. Sávarkar však dál vedl kampaň za Indii ovládanou hinduisty, cestoval a přednášel. Stal se prezidentem nově založeného hnutí Hindu Mahasabha (Celoindického hinduistického velkého shromáždění) a prudkým kritikem Indického národního kongresu a jeho politiky rozdělení Indie. Kritici považují jeho vystoupení za podnět několika atentátů na Gándhího. V souvislosti s tím byl zatčen, ale pro nedostatek důkazů propuštěn. Poslední roky svého života strávil popisováním své představy o hindutvě.
Je po něm pojmenováno letiště v Port Blairu (Vir Savarkar Airport).